# Poisson-papillon de Tahiti
Chaetodon trichrous
Espèce
Statut de conservation UICN

 LC  : Préoccupation mineure
Le Poisson-papillon de Tahiti (Chaetodon trichrous) est une espèce de poissons de la famille des Chaetodontidae.

## Sous-genre
En 1984, André Maugé et Roland Bauchot ont proposé d'affecter cette espèce à leur nouveau genre Mesochaetodon, ce qui donnerait comme nom scientifique pour ce poisson Mesochaetodon trichrous. Ce qui n'a pas été retenu,,.

## Morphologie

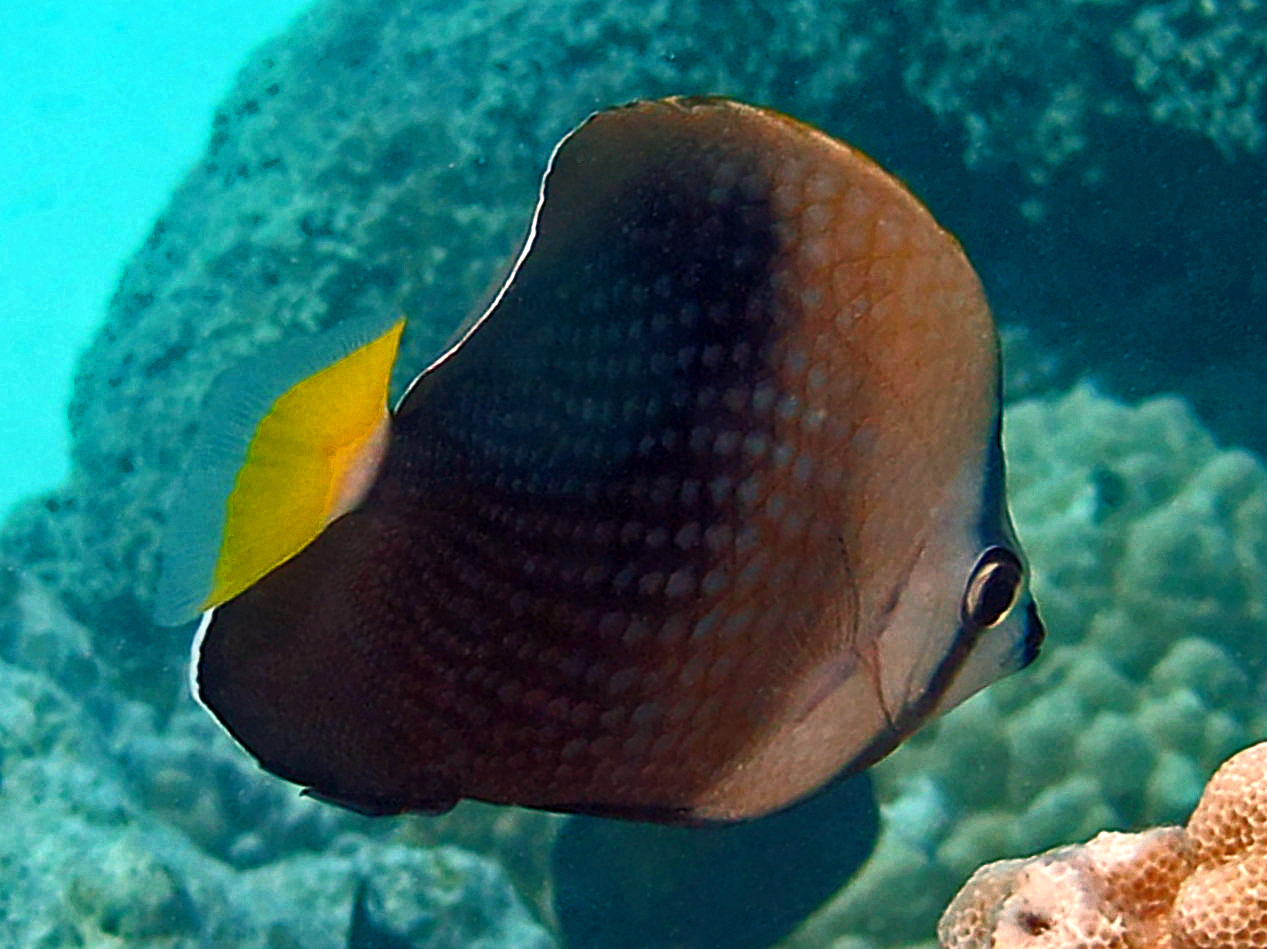
Chaetodon trichrous

Cette espèce mesure jusqu'à 10 à 12 cm.
Sa coloration est blanche à l'avant du corps, mais avec une bonne moitié arrière noire, et une petite bande noire verticale passant par l'œil. La queue est jaune.

## Biologie et écologie
C'est un poisson vivant dans les lagons.

## Répartition
L'aire de répartition de Chaetodon trichrous est la Polynésie française (îles de la Société, Tahiti et îles Tuamotu), dont il est endémique,,.